# Université Claude-Bernard-Lyon-I
Université Claude-Bernard-Lyon-I is een Franse universiteit die gespecialiseerd is op het gebied van wetenschap en technologie, gezondheids- en sportwetenschappen. Ze werd officieel opgericht in 1971 door een fusie van de faculteit wetenschappen, opgericht in 1808, en de faculteit geneeskunde, opgericht in 1874. Ze dankt haar naam aan de fysioloog Claude Bernard. Sinds 2007 maakt ze deel uit van de Gemeenschap van Universiteiten en de Universiteit van Lyon.

## Bekende afgestudeerden
- Annemarie Goedmakers, Nederlands ecoloog, bestuurder en politicus namens de PvdA